# Піхотна школа армії США
Піхотна школа армії США (англ. United States Army Infantry School) — навчально-тренувальний заклад армії США з курсової підготовки піхотинців для усіх піхотних, механізованих та бронекавалерійських підрозділів сухопутних військ країни. Для новобранців, які розпочинають спеціалізовану підготовку в піхоті, 197-ма та 198-ма піхотні бригади проводять 22-тижневу підготовку підрозділу в одному гарнізоні (англ. One Station Unit Training (OSUT), яка складається з базової бойової підготовки (англ. Basic Combat Training (BCT) та вдосконаленої індивідуальної підготовки (англ. Advanced Individual Training (AIT). Місія бригад полягає в тому, щоб перетворити цивільних на дисциплінованих піхотинців, які поділяють армійські цінності, володіють основними солдатськими навичками, фізичною підготовкою, характером, впевненістю, відданістю та духом воїна, щоб стати адаптивними та вмілими піхотинцями, готовими зблизитися з ворогами та знищити їх.

## Програми курсів підготовки в Піхотній школі
- 192-га піхотна бригада

Для новобранця 192-га піхотна бригада проводить лише дев'ять тижнів базової бойової підготовки (BCT). Для непіхотних спеціальностей, Advanced Individual Training (AIT) проходить в іншому місці.
- 197-ма піхотна бригада
  - Лідерський курс протитанкиста
  - Курс бойового лідера
  - Сертифікат бойового рятувальника
  - Курс командира піхотних мінометів
  - Інструкторський курс з технічного обслуговування
  - Курс «Джавелін»
  - Курс лідерів механізованих підрозділів
  - Курс лідерів A3 механізованих підрозділів
  - Снайперська школа
  - Центр заміни на території Континентальних США (CRC)
- 198-ма піхотна бригада

Для молодого солдата піхотної спеціалізації, 198-ма бригада проводить чотирнадцятитижневу підготовку в одному гарнізоні (OSUT), яка складається з базової бойової підготовки (BCT) та вдосконаленої індивідуальної підготовки (AIT).
- 199-та піхотна бригада
  - 1-й батальйон 507-го парашутно-десантного полку
  - Базовий курс керівників офіцерського складу II (BOLC II)
  - Базовий курс піхотних офіцерів (IOBC)
  - Міжнародний студентський навчальний загін
  - Школа кандидатів в офіцери (OCS)
- Загальновійськове міжвидове тактичне управління (CATD)
  - Наукова бібліотека Донована
  - Піхотний магазин (треб. обліковий запис AKO)
  - Курс операції у міських умовах (вимоги до облікового запису AKO)
- Бригада підготовки десантників і рейнджерів
  - 4-й навчальний батальйон рейнджерів
  - Школа рейнджерів (фаза Мура)
- Курс лідерів розвідки та спостереження (RSLC)
  - 5-й навчальний батальйон рейнджерів
- Школа рейнджерів (Гірська фаза)
  - 6-й навчальний батальйон рейнджерів
- Школа рейнджерів (болотна фаза)
  - 1-й батальйон 507-го піхотного полку
- Повітрянодесантна школа
- Повітрянодесантна школа майстрів
  - «Срібні крила»
- Управління операцій і навчання/G-3
- Центр підтримки навчання

Колишні курси та програми
- Школа бойових мистецтв
- Майстер-стрілець «Бредлі»
- Навчальні курси SBCT (Stryker)
- Школа тактичної безпілотної авіації (SUAS)